# Appletreewick
Appletreewick is een civil parish in het bestuurlijke gebied Craven, in het Engelse graafschap North Yorkshire met 218 inwoners.